# 氏爵
氏爵（うじのしゃく）とは、朝廷において行われた、氏の氏人の中から推挙された者を従五位下の位階に叙す制度。
一般には平安時代より、毎年正月6日（5日、または7日）に行われる叙位に際し、王氏、源氏、藤原氏、橘氏などの正六位上の者より、毎年1人ずつ各氏長者、またはその代行者が推挙した者を従五位下に叙すことをいう。従五位下に叙せられることを叙爵ということから、各氏に対する恒例人事として氏爵と呼んだ。氏爵の対象者としてあげられることを氏挙（うじのきょ）ともいう。

## 概要
毎年正月の氏爵は蔭位の制同様、有力氏族への特典であり、平安時代に始まったと見られる。従五位下以上は「通貴」とされ、従五位下はいわゆる貴族身分の第一歩であった。各氏とも正六位上の者は常に複数いるのが通常であり、新たな官途を得んとする者は、氏長者に対して申文という申請書を提出、氏長者がそのうちから適任者を選考した。これらの氏爵を受けた氏族は王氏、源氏、藤原氏、橘氏の四氏である。とされる。この推挙の権能は「氏爵に推挙すべき人を是とし、定める」ことから是定と呼ばれる。また王氏や橘氏など、他氏の人物を含む氏長者ではない者が氏爵の推挙を行うこともあり、これらの地位も是定と呼ばれる。
また天皇の即位、大嘗会、朔旦冬至などの叙位においても氏爵は実施された。また、有力でない諸氏に対しては正月の氏爵は行われず、即位、大嘗会、朔旦冬至に限定された。これらのうち伴氏、佐伯氏、百済王氏、和気氏に対する氏爵推挙のみは長く残り、戦国時代頃まで存続した。また、天正14年（1586年）に新たな創設された豊臣氏の氏長者（豊氏長者）となった豊臣秀吉は配下となった大名の叙位任官と豊臣下賜（改姓）を同時に行って豊臣氏族の一員に編入しているが、こうした官位推挙の手法は「手続」論としては氏爵推挙を復活させて踏襲・拡大したのではないかとする説がある。
平安時代において氏は複数の家に分立して徐々に解体の方向に向かったが、氏爵の制度はそれらの家を繋ぎ止め、氏長者の下に結集させる役割を果たした。

## 氏ごとの氏爵

### 王氏
王氏は諸王の集団であり、令制では皇玄孫（四世）までを範囲としていた。慶雲3年（706年）に五世王まで拡大されるが、貞観12年（870年）に諸王の数が429名に定められた。嵯峨天皇以降は臣籍降下が増加し、諸王の数は減少する。『西宮記』巻1に「王氏（一親王挙、四世以上、依巡）」とあるように、推挙は第一親王（親王の中で官位の最も高い者）の役割だったが、法親王制の確立により親王がいなくなり、平安時代中期には諸王中の最高位者、平安末期には花山天皇の子孫で神祇伯を世襲した白川伯王家が、王氏長者として氏爵を行うようになった。ただし王氏長者と呼ばれることはほとんどなく、「是定」と称されることが大半であった。宝徳元年（1449年）には白川家が行うのは略儀であるとして、再び第一親王に推挙権が戻された。

### 源氏
源氏の氏爵は源氏長者が担当した。『西宮記』巻1では「氏爵一世源氏（従四位上、当君三位）」としており、一世源氏には従四位下が与えられるとしている。『西宮記』巻13には「王卿中、以触弘仁御後人為長者」とあり、源清蔭（中納言、陽成源氏）・源高明（権中納言、醍醐源氏）より官位の低い源等（参議、嵯峨源氏）が長者だったことから分かるように、当初は長者になれるのは弘仁御後（嵯峨源氏）だった。しかし、平安後期になると堀河天皇の外戚として廟堂を席巻した村上源氏の手に移った。足利義満は武家としてはじめて源氏長者となり、氏爵の推挙権を得た。

### 藤原氏
藤原氏の氏爵は藤氏長者が担当した。当初の藤氏長者は官位の最も高い者が就任していたが、藤原道長以降は朱器台盤や長者印と共に前任者から譲渡される地位となった。なお『西宮記』の「有四門」、『権記』長徳4年(998年)11月19日条の「巡相当京家」の記述から、南家・北家・式家・京家で順番に叙爵していたようであるが、時代が下ると北家の優勢により他の三家が氏爵を受けることは稀になった。

### 橘氏
橘氏については永観元年（983年）に参議・橘恒平が没したのを最後に公卿が絶え、氏院（学館院）を管理する長者と氏爵を行う是定が分離した。『西宮記』に是定の語があることから、源高明が失脚する安和2年（969年）以前には、すでに他氏の公卿が橘氏の氏爵を代行する慣例が成立していたと見られる。寛和年間（985年～987年）に藤原道隆の外祖母が橘澄清の娘であったため、是定の地位は道隆が継承し、道隆の弟道長が受け継いだ。平安末期の九条兼実は前任者の松殿基房から是定の地位を譲られ、橘氏長者の橘以政を呼び寄せて氏爵の準備を進めていた。この際、以政の報告では是定の地位は道長の子孫と頼通の猶子であった源師房や、後三条天皇の皇子だった源有仁などの源氏が継承したと報告されている。一方で大外記清原頼業の報告では、道長の義兄弟であった源俊賢が一時その任にあったとしている。北畠親房の『職原抄』では、兼実の子孫である九条家がその地位を継承するとされている。

### 伴氏・佐伯氏・和気氏・百済王氏
『江家次第』では伴氏・佐伯氏については宮殿の門を守る氏族であること、和気氏と百済王氏については功臣の末裔であることが氏爵の対象であることとされている。これら四氏の氏爵が行われたことが明白な最古の記録は、『本朝世紀』による治暦4年（1068年）の後三条天皇即位の際とされる。ただしこれ以前にも即位に際してこの四氏の人物に従五位下が授けられる記録があり、田島公は天慶9年（946年）の村上天皇即位時には四氏への氏爵が行われており、更に遡れる可能性もあるとしている。
四氏の氏爵推挙の実態はほとんど記録に残っていないが、応徳3年（1086年）の堀河天皇即位時には、百済王氏の百済王基貞に氏爵が授けられるよう求めた申文が残っている。署名したのは基貞以下6名の百済王氏の一族と、3人の人物が基貞の血統を証明するとして与判をしている。また伴氏の氏長者は別々の二名がそれぞれ別の候補者を推挙した「挙」を提出し、一名のみが叙爵された。
延暦3年（784年）にはじまった朔旦冬至の際の氏爵は当初従五位下を出していない氏族が対象であったが、10世紀頃からは和気氏・百済王氏と限定されるようになった。室町時代の宝徳元年（1449年）の朔旦冬至の際にも和気氏・百済王氏の者に氏爵が授けられている。大嘗会の際の氏爵は仁安3年（1168年）を最後に確認できなくなった。四氏に対する氏爵の終見の記録は、明応9年（1500年）の後柏原天皇即位の際の記録である。